# Frans Kuyper
Frans Kuyper fue un jugador y seleccionador holandés de waterpolo.

## Biografía
Es el más prestigioso entrenador que ha tenido Holanda en waterpolo. Jugó en el equipo de De Dolfijn, ganador en 1931 del Campeonato Nacional Holandés de waterpolo y fue miembro de la selección en las olimpiadas de Ámsterdam en 1928. 
En 1935 empezó su exitosa carrera como entrenador dirigiendo a la selección holandesa en donde estaría hasta las olimpiadas de Roma en 1960. En total dirigió a la selección olandesa en 4 olimpiadas y 5 campeonatos europeos.

## Clubs
- De Dolfijn ( Países Bajos)

## Títulos
Como jugador de club de waterpolo
- un título de la liga de los Países Bajos de waterpolo masculino (1931)

Como jugador de waterpolo de la selección holandesa
- Eliminado en cuartos de final en los juegos olímpicos de Ámsterdam de 1928

Como entrenador de waterpolo de la selección holandesa
- 5º en los juegos olímpicos de Berlín de 1936
- Bronce en los Campeonatos Europeos de Londres de 1938
- 5º en los Campeonatos Europeos de Mónaco de 1947
- Bronce en los juegos olímpicos de Londres de 1948
- Oro en el Torneo internacional de waterpolo Trofeo Italia en 1949
- Oro en los Campeonatos Europeos de Viena de 1950
- 5º en los juegos olímpicos de Helsinki de 1952
- 4º en los Campeonatos Europeos de Torino de 1954
- 6º en los Campeonatos Europeos de Budapest de 1958
- 8º en los juegos olímpicos de Roma de 1960